# Rino Fisichella
 (février 2025).
Si vous disposez d'ouvrages ou d'articles de référence ou si vous connaissez des sites web de qualité traitant du thème abordé ici, merci de compléter l'article en donnant les références utiles à sa vérifiabilité et en les liant à la section « Notes et références ».
Pour les articles homonymes, voir Fisichella.
Salvatore Fisichella, dit Rino Fisichella, né  le 25 août 1951 à Codogno, dans la province de Lodi, en Lombardie est un archevêque italien, pro-préfet du Dicastère pour l'évangélisation (précédemment  Conseil pontifical pour la nouvelle évangélisation) depuis juin 2010.

## Biographie
Né dans la province de Lodi, Rino Fisichella étudie au Collegio San Francesco, des pères Barnabites, à Lodi. Il est ordonné au sacerdoce à Rome par le cardinal Ugo Poletti le 13 mars 1976. 
En 1980, il a effectué un travail de recherche sur Hans Urs von Balthasar.
Nommé en 1994 recteur de l'église de Grégoire de Nazianze, paroisse de la Chambre des députés, il est nommé évêque auxiliaire du diocèse de Rome le 3 juillet 1998. Il reçoit la consécration épiscopale du cardinal Camillo Ruini, cardinal-vicaire de Rome, le 12 septembre de la même année. 
Il est alors élu président de la commission diocésaine pour l'œcuménisme et le dialogue interreligieux et œuvre au sein de la congrégation pour la doctrine de la foi et la Congrégation pour les causes des saints.

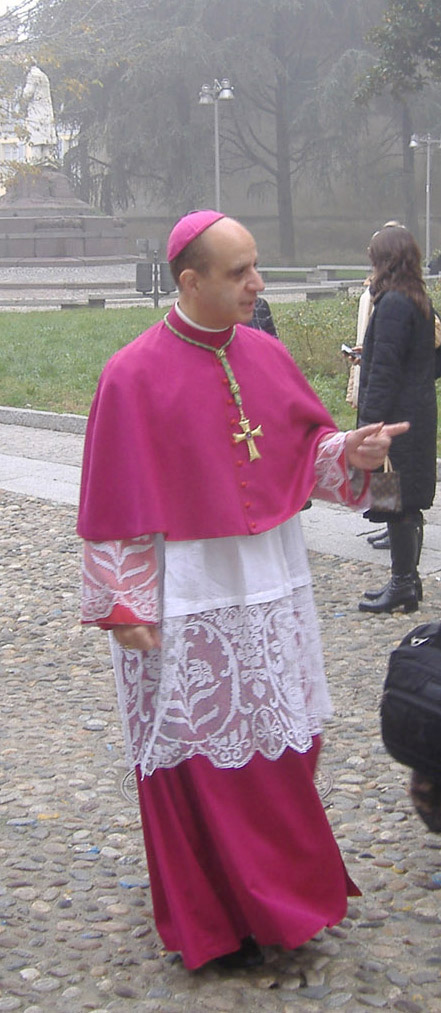
Rino Fisichella à Codogno, en 2006.

Il collabore à la publication de l'encyclique Fides et ratio en 1998.
En 2002, il devient recteur de l'Université pontificale du Latran où il enseignait précédemment la théologie fondamentale.
Le 17 juin 2008, il est promu archevêque à l'occasion de sa nomination comme président de l'Académie pontificale pour la vie. 
Le 30 juin 2010, le pape Benoît XVI le nomme à la tête d'un nouveau dicastère, le conseil pontifical pour la nouvelle évangélisation chargé de promouvoir l'évangélisation dans les pays catholiques qui se tournent vers la sécularisation, puis il est nommé le 24 octobre 2012 membre du Conseil pontifical pour le dialogue interreligieux par le pape Benoît XVI.
Le 5 juin 2022, le pape François supprime le conseil pontifical pour la nouvelle évangélisation par la constitution apostolique Praedicate evangelium. Le conseil est intégré au nouveau Dicastère pour l'évangélisation et correspond à la Section pour la nouvelle évangélisation, dont Rino Fisichella reste à la tête en tant que pro-préfet.

### Devise épiscopale
- « Viam veritatis elegi » (« J'ai choisi la voie de la vérité »).

## Prises de position

### Affaire de l'avortement d'une fillette brésilienne
Le 15 mars 2009, à la suite du double avortement subi par une fillette de neuf ans violée par son beau-père à Recife, Fisichella publie dans l'Osservatore Romano un article désavouant l'évêque de Recife, Sobrinho qui avait décidé de s'exprimer publiquement sur l'excommunication de la mère de la fillette et des médecins ayant pratiqué l'avortement. Dans cette tribune, tout en rappelant les principes de la morale catholique, Fisichella demande que les souffrances humaines soient mieux prises en compte par les clercs : « Avant de penser à l'excommunication, il était nécessaire et urgent de sauvegarder sa vie innocente et de la ramener à un niveau d'humanité dont nous, hommes d'Église, devrions être experts et maîtres dans l'annonce. Cela n'a malheureusement pas été le cas, et la crédibilité de notre enseignement s'en ressent, qui apparaît aux yeux de beaucoup comme insensible, incompréhensible et sans aucune miséricorde. ». 
Cette position, interprétée par beaucoup comme une justification de cet avortement, a suscité des contestations. Elle a été suivie quelques mois plus tard par une mise au point de la Congrégation pour la doctrine de la foi sur la question de l'avortement que certains commentateurs ont présentée comme un désaveu. La tribune de Fisichella lui a également été reprochée à l'occasion de la session de février 2010 de l'Académie pontificale pour la vie par quelques membres qui demandent publiquement son départ, sans en informer le pape au préalable.

### Affaire Eluana Englaro
Eluana Englaro est une jeune femme entrée dans un état végétatif irréversible en 1992 dont le père a entrepris des démarches pour que son système d'alimentation artificielle soit débranché. Cela se produit effectivement en 2009, après un long parcours judiciaire qui se clôt par une polémique publique et des tentatives d'intervention du gouvernement italien.
Un an après le décès d'Eluana, Fisichella revient sur cet événement qui, pour lui, « a déchiré notre tissu social, surtout parce que la population n'a pas été informée de manière correcte ».
Il dénonce « une page très triste de notre histoire : une jeune femme gravement malade mais vivante, a été privée d'alimentation, déshydratée, exposée, contrairement à ce que l'on dit, à de grandes souffrances et conduite à la mort ». Et cela a été rendu encore « plus triste par l'instrumentalisation politique qui en a été faite ».

### Expressionpape émérite
En mai 2017, il prend position contre l'expression « pape  émérite » utilisée pour Benoit XVI, disant que « c'est théologiquement problématique... »parce que « ... l'unicité de la succession pétrinienne n'admet pas en soi-même aucune autre distinction ou la duplication des offices... ».

## Sources et références
1. ↑  (en) « Resignations and Appointments, 22.10.2024 », sur press.vatican.va, 2024 (consulté le 22 octobre 2024).
2. ↑  « Nominations au Saint-Siège », La Documentation catholique, vol. CIX, no 2500,‎ 18 novembre 2012, p. 1021 (ISSN 0012-4613)
3. ↑  Tribune de Mgr Fisichella dans le journal La Croix.
4. ↑  Désaveu. Le Saint-Office donne une leçon à Mgr Fisichella, sur le site Chiesa.it. Le texte évoque précisément "la manipulation et l’instrumentalisation d’un article de Son Excellence Mgr Rino Fisichella".
5. ↑  L'Académie pontificale des querelleurs, Sandro Magister, 20 février 2010
6. ↑  Aucune lettre envoyée au pape concernant la démission de Mgr Fisichella
7. ↑  « Eluana Englaro condamnée à mourir de faim et de soif », ZENIT (11/2008).
8. ↑  (it) « Fisichella: teologicamente problematico parlare di papa emerito” », farodiroma.it,‎ 3 mai 2017 (lire en ligne)
9. ↑  (it) Andrea Tornielli, « Fisichella: “Non condivido l’espressione Papa emerito” », lastampa.it,‎ 3 mai 2017 (lire en ligne)